# 断面図
断面図（だんめんず、英語: Cross section）は、単に断面とも呼ばれ、平面図が上から見た水平断面であるのと同じように、対象物を通る垂直面を表す。本記事においては設計図面におけるものと地図学におけるものについて記述する。

## 設計図面における断面図
設計図面において設計図は、特定の線において物体を見ることによって得られる図である。投影図においては、点線で示されるかくれ線によって直接見られない線を示すことが可能であるが、場合によって判読することが難しくなることがあり、これを改善するために使用される。断面図においてはかくれ線は描かれず、対象の形状を外形線（がいけいせん）と呼ばれる太い線で描く。また断面そのものは右上がりの斜線を用いたハッチングを行うことで示される。

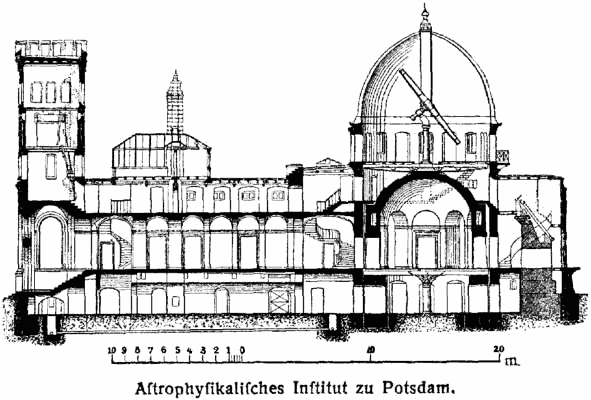
ポツダム天体物理天文台の断面図

セクションは建物の異なるレベル間の関係を説明するために活用されるが、上記の天文台図においては文章のみで理解するのが難しい、外側から見ることが可能なドーム、建物の内側でしか見ることができない2つ目のドーム、および2つの間の空間が大きな天体望遠鏡を収容する方法を示している。
幾何学的には、断面とは、建物の垂直直交平面投影図であり、垂直平面は建物を貫通して表現している。
断面図には対象の横断面や縦断面のみを投影図(マルチビュー投影)の手法を用いて二次元的に描画したものと、テクニカルイラストレーションにおける透視図法を用いて三次元的に描画された対象の一部を切り取り、立体的な断面を描いたもの(カットモデルをイラスト化したものとも言える)が存在しており、断面図といえば通常は前者を指し、後者は切欠図、切取図などと呼ばれる。

### 立断面図
立断面図は立面図と断面図を組み合わせたもので、建物の他の部分の高さを断面図を超えて見たものである。

## 地図学における断面図
地図学や地質学などにおいては、複数の地点間の地形であったり地質構造を示すものである。

### 作成方法の例
日本の国土地理院が公開する地理院地図においては「断面図」機能が存在し、地図上で経由点を指定することによってその区間内で300等分された断面図を作成することが可能である。